# Belfort van Brugge
Het belfort van Brugge, of de Halletoren, bevindt zich op de Grote Markt van Brugge. Het belfort van Brugge is sinds 4 december 1999 opgenomen op de werelderfgoedlijst van UNESCO. Sinds 2019 maakt het onderdeel uit van Musea Brugge.

## Geschiedenis
Op de plaats van het huidige belfort stond oorspronkelijk een aantal hallen. De hallen bestonden uit verschillende overdekte markten voor voornamelijk wol- en lakenhandel en opslagplaatsen. De handelselite in Brugge besloot rond 1240 om de houtbouw te vervangen voor een stenen complex en ook een belfort op te trekken in steen met een houten spits, als symbool van de stedelijke welvaart. De toren had een meer administratieve functie: hij bevatte een schatkamer, het archief van de stadsrekeningen en functioneerde als zetel van de stadsschepenen.
In 1280 brandde het bovenste deel af en daarmee ging het archief van voor 1280 verloren. Dit zorgde ervoor dat er een apart stadhuis werd gebouwd op de Burg waar de meeste administratieve functies naartoe verhuisden. Rond 1291-1296 werd de toren hersteld met de twee onderste vierkante bouwdelen en een houten spits.
De stadshallen werden verder in de 15e eeuw uitgebreid en van 1483 tot 1487 werd het achthoekige gotische bovengedeelte gebouwd, ook met een houten spits waarop het beeld van Sint-Michiel verscheen. Door een blikseminslag in 1493 brandde dit bovenste gedeelte opnieuw af alsook de stadsklokken. Bij de herstelling werd een houten spits met opklimmende leeuw gebouwd.
In 1741 brandde de torenspits opnieuw af en werd in 1753 hersteld, echter zonder torenspits. In 1822 kreeg de toren de huidige neogotische kroonafwerking in plaats van een spits.
De toren begon in de 13e eeuw scheef te zakken in zuidoostelijke richting, wellicht door een heterogene bodemopbouw als gevolg van een ter plaatse gedempte waterloop. Een correctie in westelijke richting werd toegepast bij de verhoging van de toren. Nochtans baarde het probleem al zorgen in de 16e eeuw. Om verder scheefzakken te verhinderen werden de hoeken van de toren in 1554 met zware pijlers versterkt. In 1964-1971 werd de toren grondig gerestaureerd. Het bleek echter niet nodig de funderingen extra te verstevigen om verder overhellen tegen te gaan.
Het belfort van Brugge is 83 meter hoog en helt lichtjes over (87 centimeter richting Wollestraat). Om de top te bereiken moeten er 366 treden beklommen worden.

## Functie
De hallen onder de toren hadden een commerciële functie. Ze bestonden uit verschillende zalen waar telkens andere ambachtsproducten met stadskeur verhandeld werden. Op de tweede verdieping was er een schatkamer en stadsarchief. De jaarrekeningen vanaf 1281 zijn nagenoeg allemaal bewaard gebleven; tot 1300 in het Latijn, daarna in de volkstaal opgesteld.
Van het balkon boven de toegangspoort werden vanaf de 14e eeuw door een baljuw, in aanwezigheid van minstens twee schepenen of andere overheidspersonen, alle reglementen afgeroepen, de zogenaamde Hallegeboden. Dit omvatte wetgeving in verband met openbare orde en handel en nijverheid (waaronder vonnissen en aankondigingen van bankroet). Deze reglementen werden ook afgeroepen op andere plaatsen in de stad en later op borden aangeplakt voor het stadhuis. Vanaf 1769 gebeurde deze bekendmaking vanaf de pui van het stadhuis, al werd de benaming Hallegeboden behouden.
De toren diende om vijandige troepen te bemerken die de stad naderden en vooral als wachttoren voor het ontdekken van brand in de stad.

## Beiaard

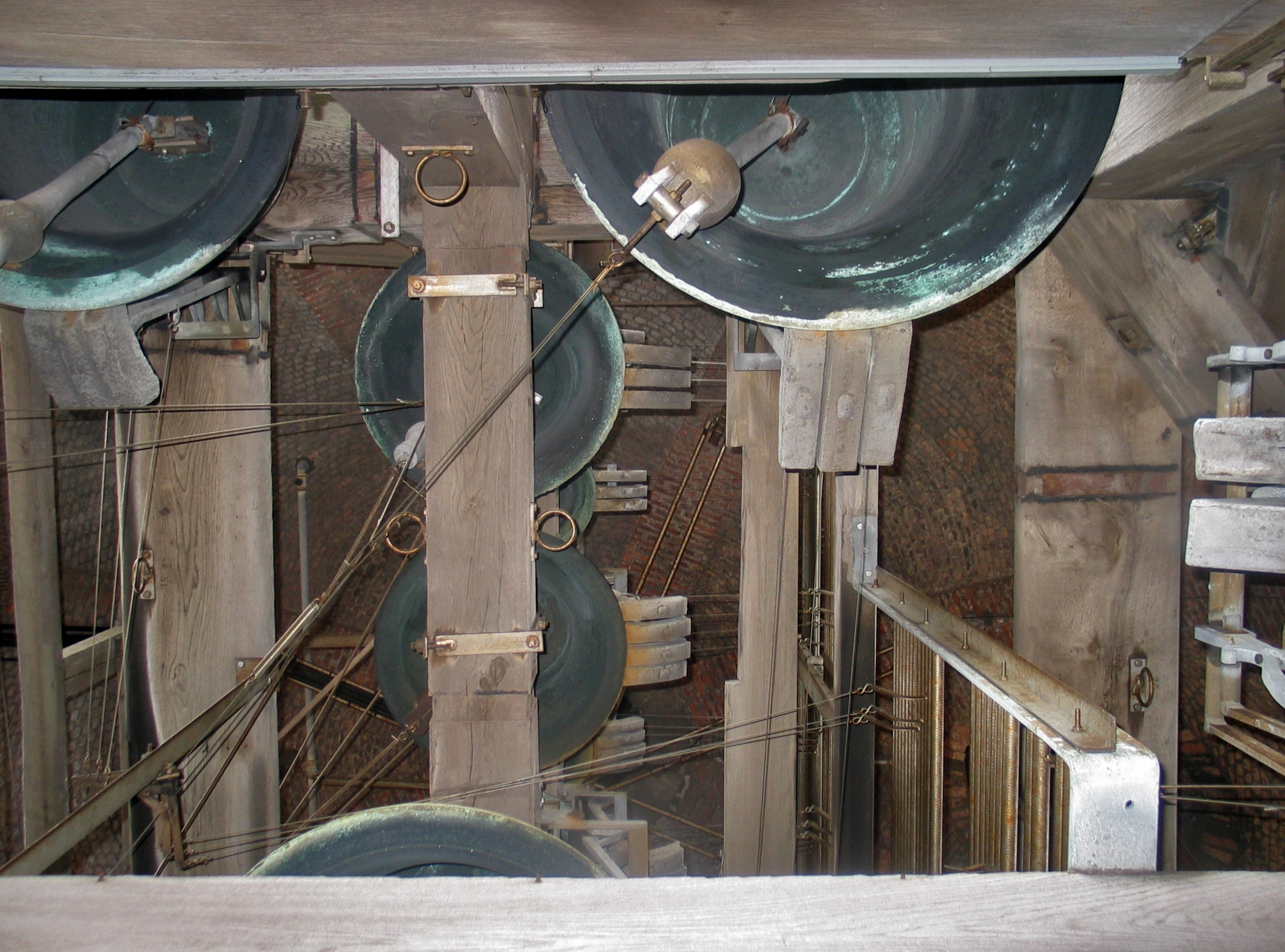
De klokken van het belfort

Voor de 16e eeuw werden klokken manueel geluid. Het luiden van de klokken had een specifieke betekenis, zoals:
- het openen en sluiten van de stadspoorten;
- een werkklok die het begin en einde van de werktijden aangaf – het was verboden om met onvoldoende licht te werken;
- een klok die aangaf vanaf wanneer het niet meer toegelaten was om zonder toorts door de straten te lopen;
- feestelijke klokken luidden tijdens allerhande feestelijkheden.

Vanaf 1523 zorgde een trommel, aangedreven door een uurwerk, voor het regelmatig spelen van bepaalde klokken (zoals voor het aangeven van het uur). Met de trommel werd het ook mogelijk om (wereldlijke en geestelijke) liederen af te spelen. Vanaf 1604 werd door het stadsbestuur een beiaardier ingehuurd om dit te doen tijdens zon-, feest- en marktdagen. De speeltrommel is de grootste nog werkende speeltrommel ter wereld en draait elk kwartier de geprogrammeerde muziekjes.
In 1675 bestond de beiaard uit 35 klokken, ontworpen door de Antwerpenaar Melchior de Haze. Na de brand van 1741, en tot op vandaag, bestaat de beiaard uit 47 klokken, gebouwd door Joris Dumery, samen zo'n 27,5 ton. Daarvan zijn de 26 grootste nog steeds in gebruik.
In 2010 werden de 21 kleinste (niet-historische) klokken (1939 en 1969) vervangen door nieuwe klokken, gegoten door de Koninklijke Eijsbouts, die aansluiten bij de historische Dumeryreeks. Dat gebeurde tijdens een algehele beiaardrestauratie.

## Triomfklok
Het Brugse belfort beschikt nog steeds over een zogenaamde noodklok, die tegelijk ook de triomfklok is en als naam Maria heeft. Ze werd gegoten door Melchior de Haze in 1680 en heeft een totaalgewicht van ongeveer 6 ton en een diameter van 2,06 meter. Hiermee behoort ze tot de grotere klokken in België.
Deze klok was oorspronkelijk de bourdonklok van de Onze-Lieve-Vrouwekerk, maar werd begin 19e eeuw verplaatst naar het Belfort ter vervanging van de vroegere noodklok van Joris Dumery, die in 1743 barstte. Deze klok is, in tegenstelling tot wat vaak wordt aangenomen, niet verbonden met de beiaard.
De Triomfklok luidt bij een tiental feestelijkheden:
- de Vlaamse en nationale feestdagen,
- de Heilig Bloedprocessie en Blindekensprocessie,
- de herdenking van de Wapenstilstand in 1918 en de Bevrijding in 1944,
- Kerstmis en oudejaarsavond.